# Ластомир
Ластомир (слч. Lastomír) насељено је мјесто са административним статусом сеоске општине (слч. obec) у округу Михаловце, у Кошичком крају, Словачка Република.

## Становништво
| Година:    | 1994. | 2004.   | 2014.   | 2024.   |
| ---------- | ----- | ------- | ------- | ------- |
| Број људи: | 1174  | 1159    | 1153    | 1243    |
| Разлика:   |       | -1,27 % | -0,51 % | +7,80 % |

| Година:    | 2023. | 2024.   |
| ---------- | ----- | ------- |
| Број људи: | 1246  | 1243    |
| Разлика:   |       | -0,24 % |

Према подацима о броју становника из 2011. године насеље је имало 1.160 становника.